# Strasbourg – Saint-Denis (Métro Paris)

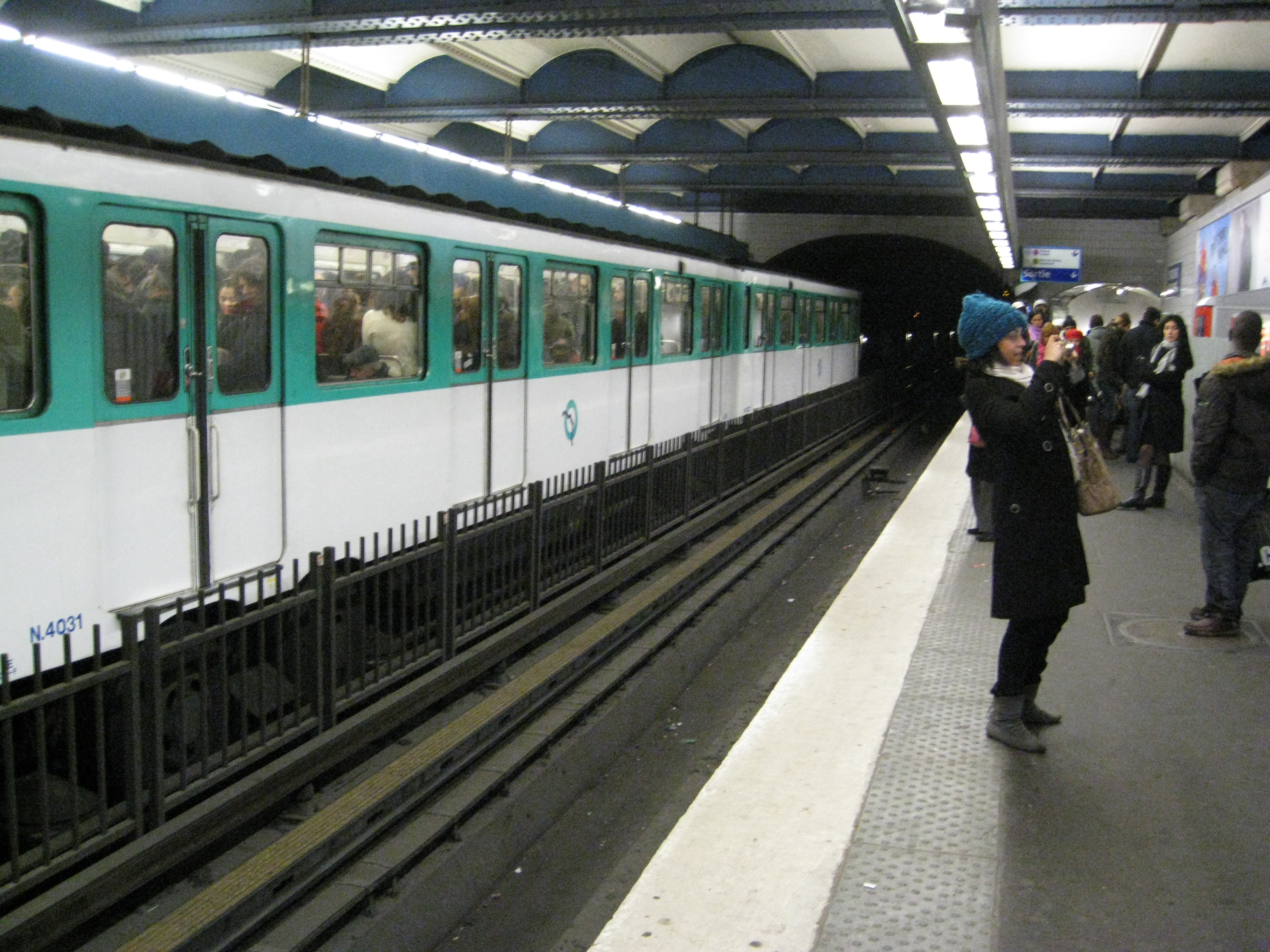
Station der Linie 4

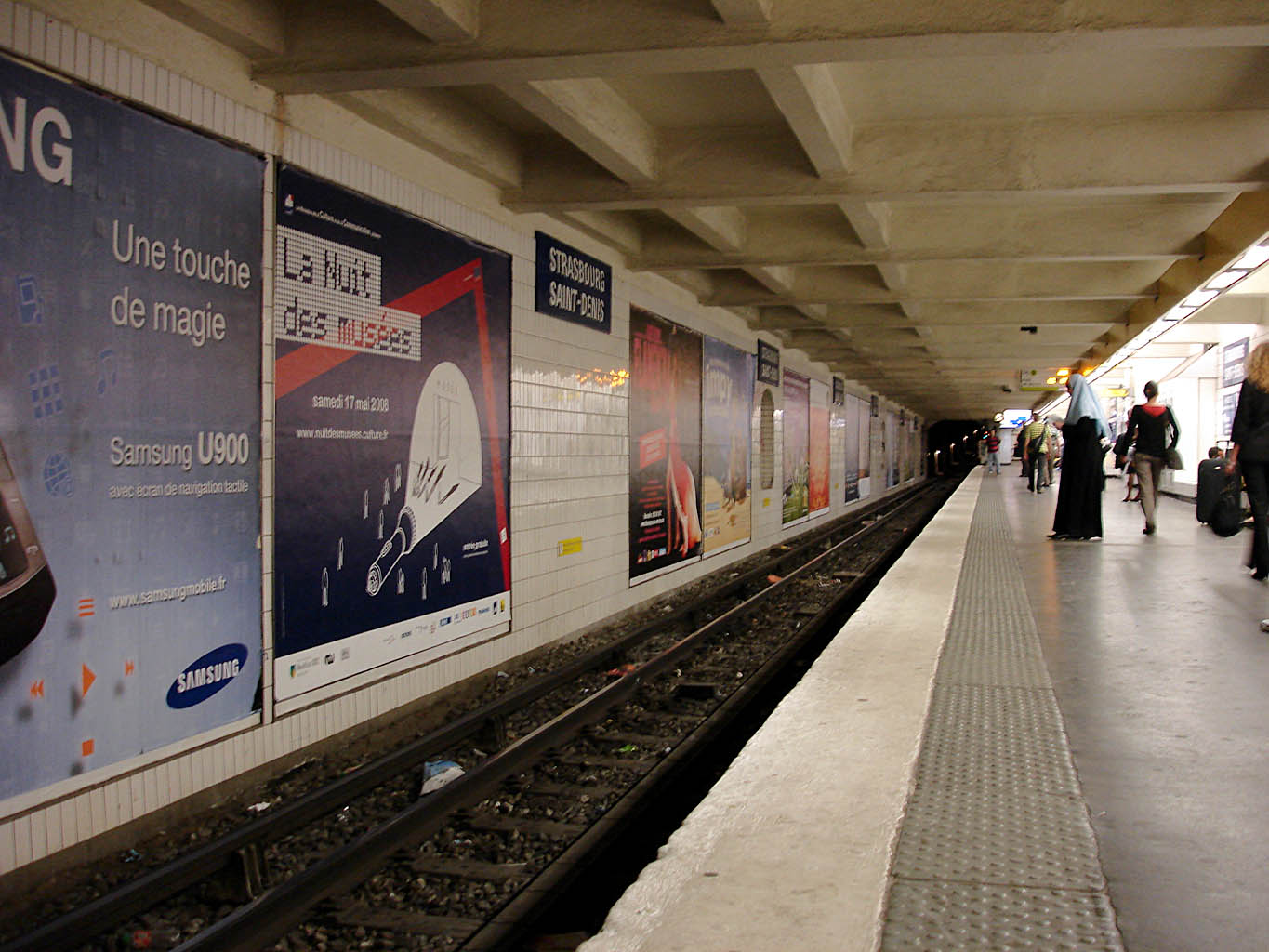
Station der Linie 9, nördlicher Bahnsteig

Strasbourg – Saint-Denis [stʁazbuʁ sɛ̃ dəni] ist ein unterirdischer Umsteigebahnhof der Pariser Métro. Er wird von den Linien 4, 8 und 9 bedient.

## Lage
Der U-Bahnhof befindet sich an der Grenze des 2., 3. und 10. Arrondissements von Paris. Die Stationen der Linien 8 und 9 liegen unterhalb des Boulevard Saint-Denis in doppelstöckiger Lage, westlich der Kreuzung der Grands Boulevards mit dem Boulevard de Strasbourg. Die der Linie 4 liegt unter dem Boulevard de Strasbourg, nördlich der Grands Boulevards.

## Name
Namengebend sind der Boulevard de Strasbourg und der Boulevard Saint-Denis. Der Boulevard de Strasbourg wurde von Georges-Eugène Haussmann konzipiert, er verlief zum Embarcadère de Strasbourg, dem heutigen Fernbahnhof Gare de l’Est. Von dort führte seit dem 12. August 1852 die von der Gesellschaft „Compagnie du chemin de fer de Paris à Strasbourg“ gebaute Eisenbahnstrecke Paris–Strasbourg bis in die 502 km entfernte elsässische Hauptstadt Straßburg.
Der Boulevard Saint-Denis ist mit nur 210 m Länge der kürzeste Abschnitt der Grands Boulevards. Er ist nach der an seinem östlichen Ende gelegenen Porte Saint-Denis benannt, einem Triumphbogen an der Stelle eines ehemaligen Stadttors. Durch dieses Tor führte die Straße in den Vorort Saint-Denis, Ort der Grablegung vieler fränkischer und französischer Könige.

## Geschichte
Am 21. April 1908 wurde der erste Abschnitt der Linie 4 von Porte de Clignancourt bis Châtelet eröffnet. Die Station ging unter dem Namen „Boulevard Saint-Denis“ erst am 5. Mai 1908 in Betrieb, bis dahin fuhren die Züge durch.
Die Station der Linie 8 wurde am 5. Mai 1931, rechtzeitig einen Tag vor der Eröffnung der Pariser Kolonialausstellung, in Betrieb genommen. An jenem Tag wurde die Linie von Richelieu – Drouot um ca. 8000 m bis Porte de Charenton verlängert. Seit jenem Tag trägt der U-Bahnhof seinen aktuellen Namen.
Züge der Linie 9 verkehrten dort erstmals am 10. Dezember 1933 im Zuge der Verlängerung der Linie von Richelieu – Drouot bis Porte de Montreuil.

## Beschreibung
Die Station der Linie 4 wurde in einer offenen Baugrube errichtet. Abweichend von der in Paris häufiger anzutreffenden Bauweise mit elliptischem Querschnitt weist sie eine waagrechte Metalldecke auf. Auf quer zur Fahrtrichtung liegenden eisernen Stützbalken ruhen Längsträger, die kleine, aus Ziegelsteinen gemauerte Gewölbe tragen. Sie hatte zunächst die Pariser Standardlänge von 75 m, Mitte der 1960er Jahre wurde sie auf 90 m verlängert.
Die Stationen der Linien 8 und 9 liegen in einer Flucht übereinander, wobei die Linie 9 die unterste Ebene nutzt. Sie haben jeweils Seitenbahnsteige an zwei Streckengleisen, massive – an einigen Stellen durchbrochene – Stützwände zwischen den Gleisen lassen den Eindruck von vier eingleisigen Stationen entstehen. Die Station der Linie 9 ist rechteckig, die der darüberliegenden Linie 8 hat asymmetrisch gewölbte Decken. Beide Stationen wurden von vornherein mit einer Länge von 105 m errichtet.
Vom Straßenraum aus existieren sieben Zugänge. Die Lampen und Geländer der von Hector Guimard gestalteten Art-nouveau-Zugänge zur Station der Linie 4 wurden 1931 entfernt.
Unter der Kreuzung der Grands Boulevards mit dem Boulevard de Strasbourg kreuzen sich die Linie 4 (oben) und die in einem gemeinsamen Schacht geführten, übereinanderliegenden Linien 8 und 9 (Mitte und unten) rechtwinklig. Etwa in dieser Höhe hat die Linie 8 einen einfachen Gleiswechsel.

## Fahrzeuge
Auf der Linie 4 verkehrten bis 1928 5-Wagen-Züge aus zunächst drei zweimotorigen, später zwei viermotorigen Triebwagen und Beiwagen. Sie wurden durch Sprague-Thomson-Züge abgelöst, die in den Jahren 1966/67 sukzessive durch gummibereifte 6-Wagen-Züge der Baureihe MP 59 ersetzt wurden. Seit 2011 ist auf der Linie 4 die Baureihe MP 89 CC im Einsatz. Die Umstellung der Linie 4 auf fahrerlose Züge der Baureihen MP 89 CA, MP 05 und MP 14 hat am 12. September 2022 begonnen und soll bis Ende 2023 abgeschlossen sein.
Zunächst verkehrten auf der Linie 8 Sieben-Wagen-Züge der Bauart Sprague-Thomson. Von 1975 an kamen MF-67-Züge auf die Linie 8, die ab 1980 durch die Baureihe MF 77 ersetzt wurden. Da nicht alle Stationen der Linie 8 entsprechend verlängert wurden, sind dort heute nur noch Fünf-Wagen-Züge im Einsatz.
Auf der Linie 9 verkehrten jahrzehntelang ebenfalls Sprague-Thomson-Züge, die dort ihr letztes Einsatzgebiet hatten. 1983 kam die Baureihe MF 67 auf die Strecke. Seit Oktober 2013 kam zunehmend die Baureihe MF 01 zum Einsatz, am 14. Dezember 2016 verkehrte der letzte MF-67-Zug auf der Linie 9.